# Robert Kazadi Mwamba
Robert Kazadi Mwamba fou un porter de futbol de la República Democràtica del Congo.
Defensà els colors del TP Mazembe i de la selecció de Zaire amb la qual disputà la Copa del Món d'Alemanya 74. En un partit de grup entre els leopards i Iugoslàvia encaixà tres gols en 20 minuts i el seu seleccionador, el iugoslau Blagoja Vidinić, es substituí, essent el primer porter de futbol a ser canviat en un Mundial per un motiu diferent a una lesió de la història. El seu company Dimbi Tubilandu encaixà sis gols més per un resultat final de 9 a 0.